# 知會備忘
知會備忘是一種涉及遺產的法律文件，代表任何人士要求處理某人的遺產時，事先須先知會知會備忘的登記人，但並非等同申領該筆遺產。知會備忘的提交申請是由官方的遺產處理機構所處理，例如香港的高等法院遺產承辦處。

## 外部連結
- 香港法律第10A章44條 （页面存档备份，存于）